# نوكيا 9210 كوميونيكيتور
نوكيا 9210 كوميونيكيتور هو أحد أجهزة نوكيا، شركة الهواتف والتقنية النقالة. يأتي هذا الجهاز مع شاشة نوعها 640 * 200 12-بت (4096) لون. تم إصدار هذا الجهاز في 2001. أما بالنسبة لوضعية إنتاجه الحالية فلم يعد يتم إنتاجه. تقنيته/تردده هي النظام العالمي للإتصالات المتنقلة. جيل الجهاز هو DCTL. عامل الشكل (التصميم) للجهاز هو "صدفة المحار.

## نوكيا 9290 كوميونيكيتور
نوكيا 9290 كوميونيكيتور هو هو الإصدار الخاص بالولايات المتحدة الأمريكية. يأتي هذا الجهاز مع شاشة نوعها 640 * 200 12-بت (4096) لون. تم إصدار هذا الجهاز في 2002. أما بالنسبة لوضعية إنتاجه الحالية فلم يعد يتم إنتاجه. تقنيته/تردده هي النظام العالمي للإتصالات المتنقلة. جيل الجهاز هو DCTL. عامل الشكل (التصميم) للجهاز هو "صدفة المحار.